# Raionul Rēzekne
Rēzekne este un raion în Letonia.